# أمالي شوبه
أمالي شوبه Amalie Schoppe (ولدت في أكتوبر 1791 في قلعة فيمارن – وماتت في سبتمبر 1858 في نيويورك) هي أديبة ألمانية, وكانت تستخدم أسماء مستعارة هي أدالبرت فون شونن وأماليا وماري. اشتهرت بأدب الأطفال والشبيبة. وتبلغ كتبها 200 مجلد.

## حياتها
كان أبوها فريدريش فيلهلم فايزه طبيبا. وحين توفي في عام 1798 انتقلت للعيش مع عمها في هامبورغ حتى تزوجت أمها زواجها الثاني بتاجر من هامبورغ يدعى يوهان جيورج بورمايستر. واهتمت في شبابها باللغات والطب. تزوجت في 1814 بالمحامي ف. ه. شوبه وأنجبت منه ثلالثة أطفال. وبعد الوفاة المبكرة لزوجها في 1829, صبت جل اهتمامها على النشاط الأدبي ككاتبة لكي تستطيع إعالة العائلة. وقد أدارت لبعض الوقت بالاشتراك مع فاني تارنوف مؤسسة لتربية البنات.
كانت صديقة للعديد ومن بينهم روزا ماريا أسينج ويوستينوس كيرنر وأدالبرت فون كاميسو, كما أنها اهتمت اهتماما خاصا بفريدريش هيبل وساعدته بمساعدات مادية لكي يستطيع الدراسة. وبين عامي 1827 و 1846 أصدرت Pariser Modeblätter التي تضمنت العديد من الإسهامات الأدبية. كما أنها اشتركت في تحرير العديد من المجلات, وأصدرت بين عامي 1831 و 1839 المجلة الشبابية إيدونا Iduna.
عاشت في الفترة بين 1842 و 1845 في يينا, ثم انتقلت إلى هامبورغ. وفي عام 1851 انتقلت للعيش مع ابنها في الولايات المتحدة, وماتت عن عمر يناهز السادسة والستين في نيويورك.

## من أعمالها
- اليتامى 1825
- المهاجرون إلى البرازيل 1828
- أبطال وآلهة الشمال أو كتاب الأساطير 1832

## روابط خارجية
- أمالي شوبه على موقع الموسوعة البريطانية (الإنجليزية)